# Московский переулок (Пушкин)

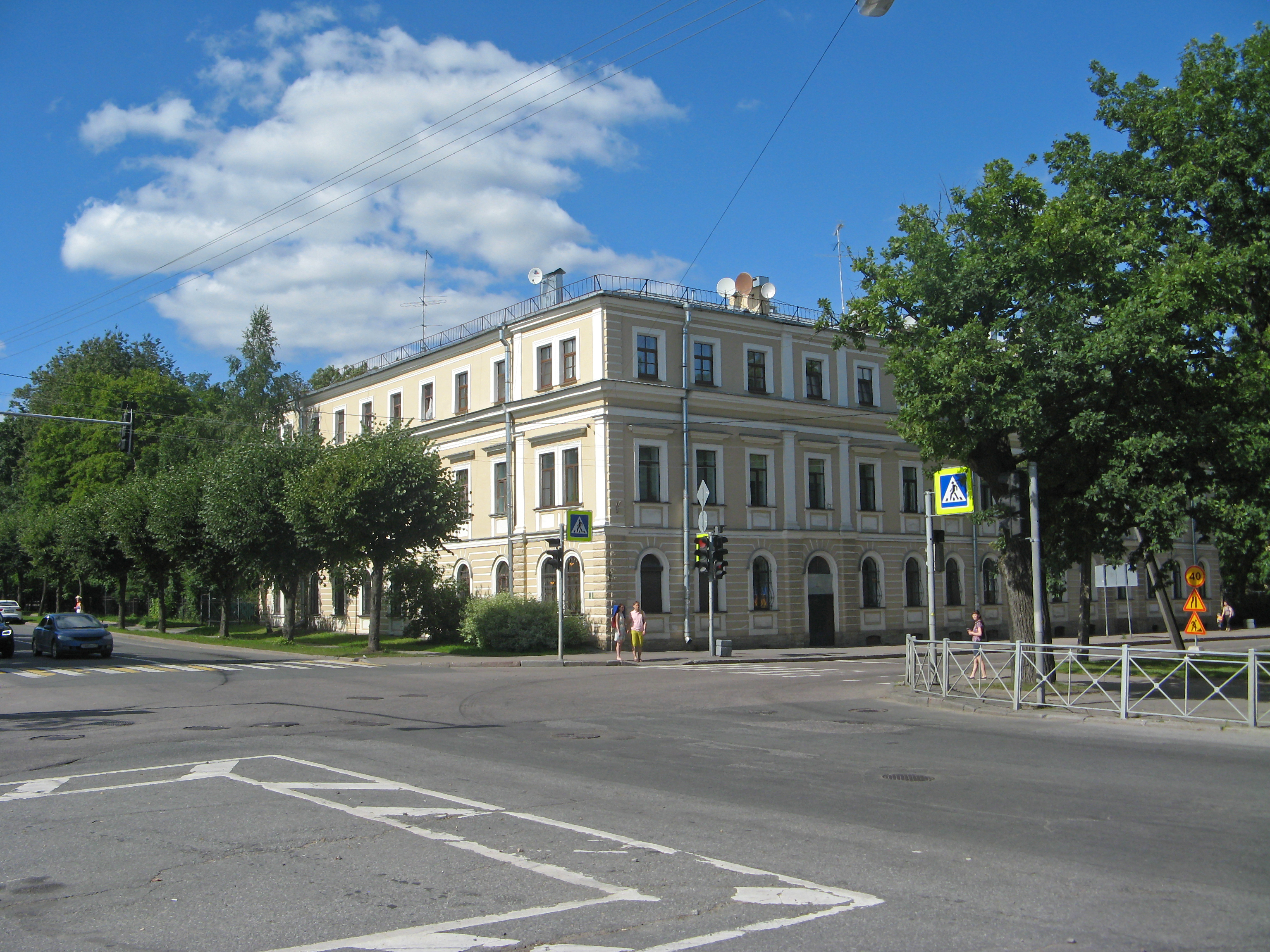
Здание аптеки Дворцового госпиталя на углу Софийского бульвара (справа) и Московского переулка (слева)

Моско́вский переулок — переулок в городе Пушкине (Пушкинский район Санкт-Петербурга). Проходит от Госпитальной улицы до Софийского бульвара. Далее продолжается как Московское шоссе.
Название переулка связано с тем, что он является частью дороги в Москву. Топоним появился в 1820-х годах.

## Здания и сооружения
По чётной стороне:
- № 2 — Городская больница № 38 им. Н. А. Семашко (Госпитальная ул., 7);
- № 6 — аптека Дворцового госпиталя (Софийский бульв., 22).

По нечётной стороне:
- № 7/20, литера А — здание службы (экипажного сарая) при дворце О. В. Гогенфельзена, 1910-е. Предположительно, архитектором выступил Карл Шмидт[2]. В 2015 году было объявлено о планах реконструировать здание[3]).